# František Bogataj
František Bogataj (21. března 1913 Uherský Ostroh – 4. února 1999 Saint German, USA) byl československý voják, velitel výsadku Carbon a účastník zahraničního protikomunistického odboje.

## Mládí
Narodil se 21. března 1913 v Uherském Ostrohu. Otec Jan byl tesařem, matka Anna, rozená Zálešáková byla kuchařka. Měl 10 sourozenců. V rodné obci absolvoval obecnou a měšťanskou školu. Vystudoval Obchodní školu v Uherském Hradišti. V červenci 1933 nastoupil základní vojenskou službu v Uherském Hradišti k pěšímu pluku. Byl zařazen do školy pro důstojníky v záloze a postupně byl povyšován až do hodnosti četaře. V roce 1934 začal studovat Vojenskou akademii v Hranicích. Tu dokončil v roce 1936 v hodnosti poručíka. Poté byl odeslán do Chebu na pozici velitele roty. Při mobilizaci v září 1938 působil ve funkci posádkového velitele v Ostrově nad Ohří.
Po okupaci Čech a Moravy v březnu 1939 byl z armády propuštěn. Pracoval jako úředník a zapojil se i do činnosti Obrany národa (ON). Kvůli hrozícímu zatčení opustil 14. prosince 1939 protektorát a odešel do exilu. Za činnost v ON byl v nepřítomnosti odsouzen k trestu smrti.

## V exilu
Přes Slovensko, Maďarsko, Jugoslávii a Bejrút se dostal do Francie. V Agde byl 3. ledna 1940 prezentován do československé zahraniční armády. Bojů o Francii se nezúčastnil. 12. července 1940 byl evakuován do Anglie.
V Anglii byl zařazen jako velitel kulometné roty. V květnu 1942, již v hodnosti nadporučíka byl vybrán do výcviku pro plnění zvláštních úkolů. Od 18. června 1942 do 30. září 1943 absolvoval sabotážní kurz, parakurz, kurz průmyslové sabotáže a konspirační kurz. Již jako velitel skupiny Carbon společně s ostatními prodělal dokončovací výcvik a taktické cvičení. Poté absolvoval výcvik v civilním zaměstnání, konspirační cvičení, výcvik ve střelbě a sabotážích a kurz přijímání skupin. Výcvik byl zakončen dokončovacím cvičením a spojovacím cvičením. V listopadu 1943 byl, již v hodnosti kapitána se svou skupinou přepraven do Alžíru a odtud do Itálie na vyčkávací stanici.

## Nasazení
Dne 12. dubna 1944 byl společně s ostatními vysazen v prostoru mezi obcemi Ratíškovice a Vacenovice. Skupina se po seskoku nesešla. Setkal se pouze se Šperlem. Navázali kontakt s odbojem a navázali spojení s Londýnem. Vytyčili 23 doskokových ploch. Podílel se na sabotáži proti železnici a útocích na německé vojenské transporty. Poté, co se mu podařilo uniknout zatčení gestapem se podílel na osvobozování Popovic. Poté se přihlásil zpravodajským důstojníkům 1. čs. armádního sboru.

## Po válce
Od června 1945 byl zařazen k MNO, poté k 33. pěšímu pluku jako osvětový důstojník. 27. srpna 1945 byl povýšen na štábního kapitána a týž den na majora. 30. října 1945 začal studovat na Vysoké škole válečné. Po jejím ukončení v roce 1947 byl sloužil nejprve v Banské Bystrici a poté v Přáslavicích.
Po Únoru 1948 byl odeslán nejprve na dovolenou (v té době se oženil) a od 1. září 1948 do zálohy. Začal pracovat jako úředník. Díky upozornění příslušníkem SNB na hrozící zatčení opustil 2. prosince 1948 s rodinou Československo.

## Podruhé v exilu
V západním Německu, v Mnichově patřil k zakládajícím členům nově vznikajícího zahraničního protikomunistického odboje. Jeho zpravodajská skupina ve spolupráci s CIC působila při výcviku a vysílání kurýrů do Československa. Jedním z velice úspěšných kurýrů, se kterým Bogataj spolupracoval, byl Štěpán Gavenda.
V roce 1957 v rámci postupného ukončování činnosti exilových zpravodajských skupin odešel do USA. Tam začal pracovat v bankovním sektoru a postupně se vypracoval až na pozici viceprezidenta Americké národní banky. V USA se mu také narodil syn Frank.
V roce 1993 byl povýšen do hodnosti generálmajora. Zemřel 4. února 1999 v Saint Germain v USA. Urna s jeho popelem byla 27. listopadu 1999 uložena na hřbitově v Uherském Ostrohu.

## Vyznamenání
- 1944 –  Pamětní medaile československé armády v zahraničí se štítky Francie a Velká Británie
- 1945 –  Československý válečný kříž 1939
- 1945 – Československá medaile Za chrabrost před nepřítelem
- 1945 –  Československá medaile za zásluhy I. stupně
- 1946 –  druhý Československý válečný kříž 1939
- 1947 –  třetí Československý válečný kříž 1939
- Victoria medal (Velká Británie)
- Defence medal (Velká Británie)
- 1992 –  Řád Milana Rastislava Štefánika[4]